# Bertram von Ahlefeldt
Bertram Graf von Ahlefeldt (* 1508; † 16. April 1571 in Rudekloster) war Gutsherr des Adligen Gutes Lehmkuhlen.

## Leben
Er war der Sohn des Amtmanns von Eutin und Adligen Gutsherren Claus von Ahlefeldt († 1547) und dessen Frau Dorothea geb. von Pogwisch, Tochter des Bertram von Pogwisch, Herr auf Dobersdorf. Seine Frau war Dorothea geb. von Rantzau (* in Itzehoe), Tochter des Povl von Rantzau (1481–1521), die er 1541 in Itzehoe heiratete. Aus dieser Ehe gingen sieben Kinder hervor, unter denen auch der holsteinische Rat, Marschall und Träger des Elefanten-Ordens Benedikt von Ahlefeldt war. Von Ahlefeldt war von 1539 bis 1550 Amtmann von Sønderborg, später Amtmann von Nordborg und Statthalter in den Herzogtümern. 1559 wurde von Ahlefeldt Mitglied des Kriegsrates und Vertrauter des Königs Friedrich II. von Dänemark und Norwegen, dem er 1559 bei der Letzten Fehde das Leben rettete. Ab 1560, bis zu seinem Tod war er Amtmann von Flensburg.